# Михран Хакобијан
Михран Хакобијан (јерменски: Միհրան Հակոբյան; рођен 18. фебруара 1984) је јерменски вајар. Он је направио споменик Википедији, први своје врсте.

## Биографија
Михран Хакобијан је рођен у Степанакерту. Његов отац, вајар Армен Хакобиан (1941—1990) је умро током Нагорно-Карабах рата. Од 2000. до 2006. Михран је студирао вајарство на Јеревијен академији ликовних уметности. Након студија је радио као вајар у Јерменији и Русији, где је учествовао у неколико изложби.
Године 2001. постао је члан Савеза уметника Нагорно-Карабах Републике. У 2011. години је учествовао у међународном симпозијуму о скулптури у Шуши. Хакобијан углавном прави скулптуре од камена, дрвета или бронзе.
Хакобијан је направио споменик Википедији у Слубицама. Споменик је откривен 22. октобра 2014. године а полровитељ споменика је град Слубице, који је платио 62.000 злота за дело 